# 41
Cette page concerne l'année 41  du calendrier julien. Pour l'année 41 av. J.-C., voir 41 av. J.-C. Pour le nombre 41, voir 41 (nombre).
L'année 41 est une année commune qui commence un dimanche.

## Événements
- 24 janvier : conjuration contre Caligula où seraient entrés, avec un certain nombre de sénateurs, les plus puissants des affranchis (Calliste), les préfets du prétoire et deux tribuns des cohortes prétoriennes, Cassius Chaerea et Cornelius Sabinus. Il est décidé que l’empereur serait attaqué vers midi, lorsqu’il sortira du spectacle des jeux Palatins. Caligula (25 ans) est assassiné dans un cryptoportique de son palais par Chaerea et les autres conjurés. L'empereur ne laissant pas d’héritier, une partie du Sénat veut profiter de l’occasion pour rétablir le régime républicain. Mais les sénateurs avaient compté sans l’armée. Claude, fils de Drusus l’Ancien, oncle de Caligula, est proclamé par les prétoriens à l’âge de 51 ans. Le Sénat est contraint de ratifier[1]

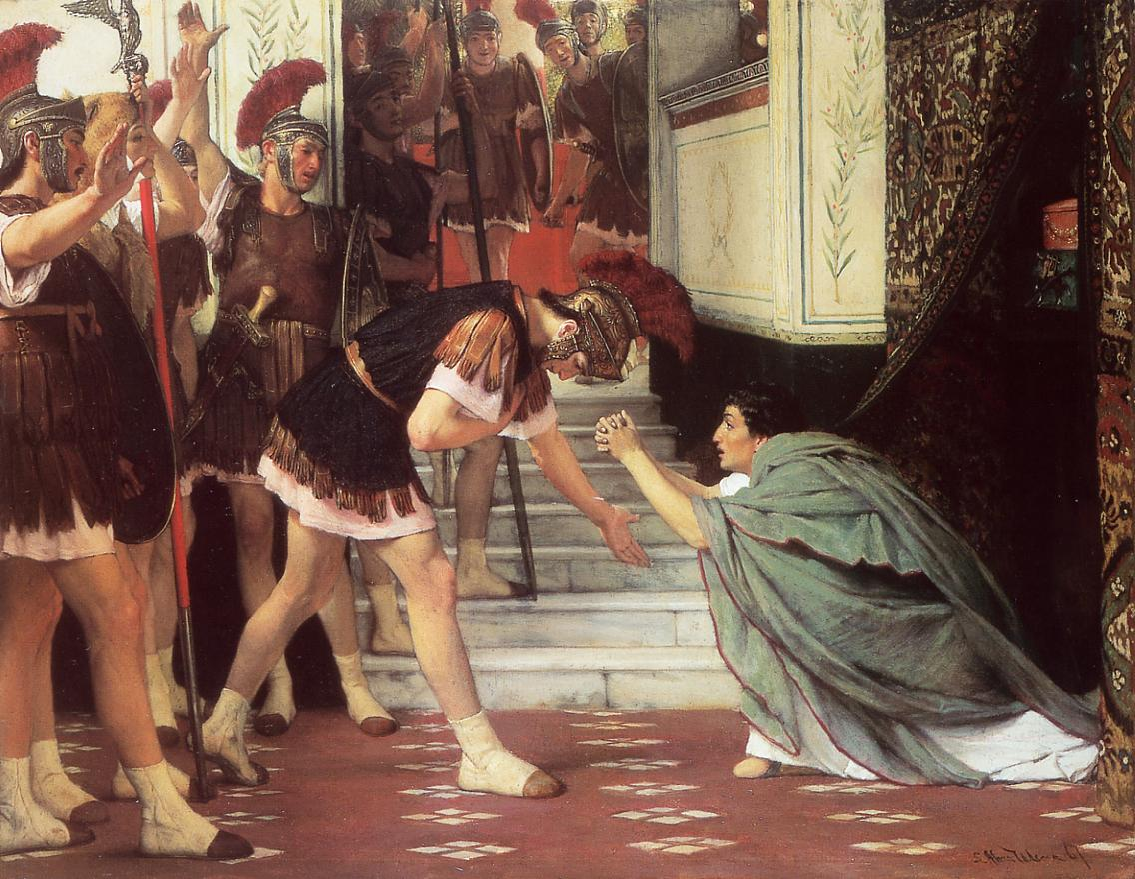
Proclamation de Claude, toile de Lawrence Alma-Tadema, 1867. À défaut de qualité supérieure, Claude est un homme honnête, instruit et appliqué au travail, mais faible et maladroit. Il sera tout au long de son règne lié par les intrigues de ses femmes, Messaline et Agrippine, ou à l’influence de ses affranchis, Narcisse, Pallas, Calliste, Polybe, hommes intelligents, ambitieux et d’esprit novateur, qui seront les véritables maîtres du gouvernement.

- 25 janvier : début du règne de Claude, empereur romain (fin en 54)[1].

- Hérode Agrippa Ier, gouverneur de Judée, obtient de Claude le titre de roi[1].
- Échec d'une attaque des Germains contre les Romains sur le Rhin ; Sulpicius Galba vainc les Chattes et Publius Gabinius les Marses et les Chauques[2].
- Sénèque, accusé d’adultère avec Livilla, sœur d’Agrippine et de Caligula, est relégué en Corse[3].

## Naissances en 41
- 12 février : Tiberius Claudius Caesar, plus connu sous le nom de Britannicus, fils de Claude et Messaline.

## Décès en 41
- 24 janvier : Caligula, empereur romain, meurt assassiné par la garde prétorienne.
  - Milonia Caesonia, épouse de Caligula, tuée peu de temps après son mari ;
  - Julia Drusilla, fille de Caligula et de Milonia Caesonia, tuée dans les bras de sa mère ;
  - Asprenas Calpurnius Serranus, consul en 38, assassiné par les gardes Germains de l'empereur ;
- 27/31 Janvier; 
  - Cassius Chaerea, tribun d'une cohorte prétorienne, assassin de Caligula, mis à mort sur l'ordre de Claude.
  - Cornelius Sabinus, tribun d'une cohorte prétorienne, se suicide ;
- Décembre (ou Janvier/Février 42): Julia Livilla, fille de Germanicus et d'Agrippine l'Aînée, exécuter sur ordre de son oncle Claude.